# Farschviller
Farschviller település Franciaországban, Moselle megyében. Lakosainak száma 1325 fő (2022. január 1.). Farschviller Cappel, Diebling, Farébersviller, Henriville, Loupershouse, Seingbouse és Théding községekkel határos.

## Népesség
A település népességének változása:
| Lakosok száma | 1303 | 1255 | 1211 | 1494 | 1483 | 1433 | 1356 | 1355 | 1340 | 1325 |
|               | 1968 | 1982 | 1990 | 2006 | 2013 | 2015 | 2017 | 2019 | 2020 | 2022 |